# مناهضة اللينينية

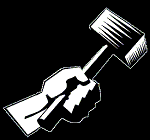

مناهضة اللينينية هو فكر معارض للفكر المعروف باسم اللينينية أو البلشفية.

## المعارضة المبكرة

### معارضة الماركسيين
يمكن تتبع معارضة النظرية اللينينية وشخص لينين نفسه إلى انفصال حزب العمال الديمقراطي الاشتراكي الروسي إلى فصيلتي المنشفيك والبلشفيك في المؤتمر الثاني لحزب العمال الديمقراطي الاشتراكي الروسي. وقد استندت معارضة المنشفيك للينينية والبلشفية في الأساس إلى ما رأوه من طبيعة سلطوية للينين وأساليب إقامة الدولة الماركسية. ولم تشتد هذه المعارضة إلا بعد ثورة أكتوبر، مثل استنكار مارتوف لإعادة تطبيق عقوبة الإعدام . ويمكن رؤية مناهضة اللينينية في بيئة الشيوعية الروسية أيضًا في سياق هؤلاء الأفراد الذين أرادوا إزاحة لينين بوصفه قائد الدولة خلال فترة حكمه التي امتدت من عام 1917-1924، وهذا كان موقف كل من المعتدلين الذين اعتبروا بعض السياسات، مثل شيوعية الحرب متطرفة للغاية والمتشددين الذين اعتبروا بعض السياسات، مثل السياسة الاقتصادية الجديدة استسلامًا للرأسمالية.

### معارضة غير الماركسيين
كانت أول معارضة للينين من هؤلاء الموالين لـالقيصر والوضع الراهن للمجتمع الروسي قبل عام 1917. ويظهر ذلك بوضوح عند نفيه إلى سويسرا.
يمكن أيضًا رؤية معارضة اللينينية من خلال هؤلاء الأفراد والدول التي سعت إلى الإطاحة بلينين متى تسلم السلطة. وتأكد ذلك خلال الحرب الأهلية الروسية عندما ساعدت القوى الأجنبية الجيش الأبيض في سعيه لخلع لينين. وفي ذلك الوقت، كانت هناك أيضًا معارضة من الدولة البولندية والحرب البولندية السوفيتية، وكذلك من الأقاليم الروسية السابقة، مثل فنلندا حيث انتصر الجيش الأبيض المحلي في الحرب الأهلية الفنلندية.
على الصعيد الداخلي، وقعت عدة حوادث في روسيا يمكن التعامل معها على أنها تمثل مناهضة اللينينية، وتتضمن تمرد تامبوف وانتفاضة كرونستادت.
وأخيرًا، ظهرت المعارضة داخل الحركة الفوضوية الروسية. وبينما يمكن نسب ذلك إلى الانفصال الأول بين الفوضوية والماركسية، فقد اشتدت المعارضة عندما أصبح واضحًا أن لينين لا نية لديه لتفكيك الدولة في المستقبل القريب. وبالرغم من وقوع بعض الحوادث الفوضوية، مثل جنازة بيتر كروبوتكين، التي مرت دونما اعتراض، فقد أصيبت الحركة الفوضوية المناهضة للينينية بإحباط شديد.

## المعارضة بعد عام 1924

### معارضة الماركسيين
كانت معارضة لينين قبل عام 1924 معارضة لشخصه إلى حدٍ كبير، ولكن بعد عام 1924 تمركزت المعارضة أكثر حول مبدأ اللينينية. ونشأت هذه المعارضة عن الماركسيين الذين رأوا أن الأفكار الشيوعية تعرضت للخيانة بعد الثورة الروسية، وفي المقابل أقيمت رأسمالية الدولة. ومن ضمن أهم المؤيدين لهذا الشكل من مناهضة اللينينية، الحزب الاجتماعي لبريطانيا العظمى، بالإضافة إلى الحركة الاشتراكية الدولية.

### معارضة غير الماركسيين
ما زالت تمارس المعارضة ضد اللينينية إلى جانب أشكال متنوعة أخرى من الاشتراكية والشيوعية من قِبل هؤلاء الذين يعارضون أي شكل من أشكال المبادئ الماركسية. بالإضافة إلى ذلك، ما زالت هناك معارضة قوية للمبادئ اللينينية من الحركات الفوضوية، وخصوصًا فكرة الطليعة الثورية.

## وصلات خارجية
- Pannekoek Archive
- Mattick Archive
- Martov Archive